# Frankie et Johnny (film, 1991)
Pour les articles homonymes, voir Frankie et Johnny.
Pour plus de détails, voir Fiche technique et Distribution.
Frankie et Johnny (Frankie and Johnny) est un film américain de Garry Marshall sorti en 1991.

## Synopsis
Après avoir passé 18 mois en prison pour contrefaçon, pendant lesquels il s'est découvert un goût pour la cuisine et la littérature, Johnny est engagé comme cuisinier dans un restaurant de New York. Il y rencontre Frankie, une serveuse de nature solitaire et il en est très vite amoureux. Mais celle-ci a eu de très mauvaises expériences avec les hommes et méfiante, se refuse à s'engager dans une relation durable...

## Fiche technique
- Titre français : Frankie et Johnny
- Titre original : Frankie and Johnny
- Réalisation : Garry Marshall
- Scénario : Terrence McNally, d'après sa pièce Frankie and Johnny in the Clair De Lune
- Directeur de la photographie : Dante Spinotti
- Musique : Marvin Hamlisch
- Montage : Jacqueline Cambas (en) et Battle Davis (de)
- Distribution des rôles : Lynn Stalmaster
- Décors : Albert Brenner
  - Décorateur de plateau : Kathe Klopp
- Direction artistique : Carol Winstead Wood
- Costumes : Rosanna Norton
- Producteur : Garry Marshall
  - Coproducteur : Nick Abdo
  - Producteurs exécutifs : Michael Lloyd, Charles Mulvehill et Alexandra Rose
- Société de production : Paramount Pictures
- Pays de production :  États-Unis
- Langue : anglais
- Genre : Comédie dramatique
- Durée : 118 minutes
- Format : 
  - Image : Couleur (Technicolor) – 1.85:1 – 35 mm
  - Son : Dolby
- Dates de sortie :
  - États-Unis : 11 octobre 1991
  - France : 5 février 1992

## Distribution
- Al Pacino (VF : Bernard Murat) : Johnny
- Michelle Pfeiffer (VF : Emmanuèle Bondeville) : Frankie
- Hector Elizondo (VF : Roger Lumont): Nick
- Nathan Lane (VF : Denis Boileau) : Tim
- Kate Nelligan (VF : Marie Vincent) : Cora
- Jane Morris (VF : Paule Emanuele) : Nedda
- Greg Lewis (VF : Emmanuel Curtil) : Tino
- Gordon Belson : Marlon
- Sean O'Bryan : Bobby
- Glenn Plummer (VF : Emmanuel Jacomy) : Peter
- Shannon Wilcox : Christine
- Ele Keats : Pookie (Artemis en VO)
- Frank Campanella : Le client âgé
- Dante Spinotti : Un homme dans le bus (non crédité)
- Dedee Pfeiffer : la cousine de Frankie

## Production
Kathy Bates, qui avait incarné Frankie dans la version théâtrale, a fait campagne afin de jouer à nouveau ce rôle, mais finalement Michelle Pfeiffer a été choisie, ce qui fut accueilli avec une certaine négativité étant donné que l'actrice était d'une beauté sublime pour prêter ses traits à un personnage abimé. Jeff Bridges fut pressenti pour tenir le rôle principal masculin, avant que celui-ci soit finalement confié à Al Pacino, lequel retrouve pour la seconde fois la comédienne après Scarface.

## Réception

### Accueil critique
Frankie et Johnny est globalement bien accueilli par les critiques des pays anglophones, obtenant 78 % d'avis favorables sur le site Rotten Tomatoes, sur la base de dix-huit commentaires et une note moyenne de 6.8⁄10.

### Box-office
Pour son premier week-end d'exploitation, Frankie et Johnny démarre à la troisième place du box-office américain avec 4 768 177 $ de recettes, mais parvient à atteindre la seconde place durant ses deux premières semaines à l'affiche avec 10 573 921 $. Finalement, Frankie et Johnny totalise 22 773 535 $.
En France, le film ne rencontre qu'un demi-succès, puisqu'il totalise 543 285 entrées.

## Distinctions
Kate Nelligan a remporté le British Academy Film Award de la meilleure actrice dans un second rôle et Michelle Pfeiffer a été nommée pour le Golden Globe de la meilleure actrice dans un film musical ou une comédie en 1992.